# 王珍国
王珍国（おう ちんこく、生年不詳 - 515年）は、南朝斉から梁にかけての政治家・軍人。字は徳重。本貫は沛国相県。

## 経歴
王広之の子として生まれた。冠軍行参軍を初任とし、虎賁中郎将・南譙郡太守を歴任して、有能で知られた。南譙郡が飢饉に苦しむと、米を配給して窮乏した人々を救った。蕭道成は「卿は人を愛して国を治め、はなはだ吾が意に副うなり」と賞賛した。永明初年、桂陽郡内史に転じ、反抗者を討捕した。任を終えて建康に帰還する途中、江州に立ち寄り、刺史の柳世隆が見送ると、「これ真に良二千石（太守）と言うべきなり」と感嘆した。召還されて大司馬中兵参軍となった。武帝は珍国を賞して、「晩代の将家の子弟で、珍国のごとくある者は少なきかな」と嘆いた。珍国は安成郡内史として出向した。入朝して越騎校尉となり、冠軍長史・鍾離郡太守として出向した。巴東建平二郡太守に転じた。召還されて游撃将軍となったが、父が死去したため職を辞した。
建武4年（497年）、北魏軍が司州を包囲した。明帝は徐州刺史の裴叔業を派遣して渦陽を攻め落とさせ、珍国を輔国将軍として起用して裴叔業を助けさせた。北魏の楊大眼が大軍を率いて進軍してくると、裴叔業はおそれて逃亡し、珍国はそのしんがりを守ろうとしたが、大敗した。永泰元年（498年）、会稽郡太守の王敬則が反乱を起こすと、珍国は軍をひきいてその進軍をはばんだ。王敬則の乱が鎮圧されると、珍国は寧朔将軍・青冀二州刺史に転じた。
蕭衍が起兵すると、東昏侯蕭宝巻は珍国を召し出した。中興元年（501年）、蕭衍の軍が建康に迫ると、珍国は朱雀門を守っていたが、王茂の軍に敗れた。ひそかに郗纂を蕭衍のもとに派遣して明鏡を献じて忠誠を誓った。城中で張稷や張斉らと図って、東昏侯殺害を計画した。12月、珍国は張稷を衛尉府に召し、兵を率いて雲龍門から宮中に入り、東昏侯を内殿で斬った。張稷とともに尚書僕射王亮らと西鍾の下で合流すると、中書舎人の裴長穆らに命じて東昏侯の首級を蕭衍のもとに届けさせた。珍国は功績により右衛将軍に任じられたが、固辞して受けなかった。また徐州刺史に任じられたが、建康にとどまらせるよう強く請願した。金帛を賜ったが、また固辞したので、蕭衍は「むかし田子泰は絹穀を固辞した。卿は国を体して情は深く、良く在ること嘉すべし」と言った。珍国は右衛将軍となり、給事中の位を加えられた。左衛将軍に転じ、散騎常侍の位を加えられた。天監初年、灄陽県侯に封じられた。散騎常侍のまま都官尚書に任じられた。
天監5年（506年）、北魏の任城王元澄が鍾離に侵攻すると、蕭衍は珍国に対策を訊ねた。珍国は「臣は常に魏衆の少なきを患い、その多きに苦しまず」と答えたので、蕭衍はその壮語に感じて、珍国に仮節を与え、北魏軍を迎撃させた。北魏軍が撤退すると、珍国も軍を返した。使持節・都督梁秦二州諸軍事・征虜将軍・南秦梁二州刺史として出向した。梁州長史の夏侯道遷が北魏に降伏したため、珍国は徒歩で魏興郡に出て、夏侯道遷を襲撃しようとしたが失敗し、魏興に駐屯した。功績がなかったため、自ら解任を求めたが、蕭衍は許さなかった。宜陽県侯に改封された。召還されて員外散騎常侍・太子右衛率となり、後軍を加えられた。ほどなく再び左衛将軍となった。天監9年（510年）、使持節・都督湘州諸軍事・信武将軍・湘州刺史として出向した。4年のあいだ湘州を統治すると、召還されて護軍将軍となり、通直散騎常侍・丹陽尹に転じた。天監14年（515年）、死去した。車騎将軍の位を追贈された。諡は威といった。
子の王僧度が後を嗣いだ。

## 伝記資料
- 『梁書』巻17 列伝第11
- 『南史』巻46 列伝第36